# Draczоwka
Draczоwka (ros. Драчёвка) – wieś (ros. село, trb. sieło) w zachodniej Rosji, w sielsowiecie panikinskim rejonu miedwieńskiego w obwodzie kurskim.

## Geografia
Miejscowość położona jest nad ruczajem Paniki (lewy dopływ rzeki Połnaja w dorzeczu Sejmu), 2,5 km od centrum administracyjnego sielsowietu (Paniki), 9,5 km na południowy wschód od centrum administracyjnego rejonu (Miedwienka), 41 km na południe od Kurska, 3 km od drogi magistralnej (federalnego znaczenia) M2 «Krym».
We wsi znajduje się 369 posesji.
Klimat
Miejscowość, jak i cały rejon, znajduje się w strefie klimatu kontynentalnego z łagodnym ciepłym latem i równomiernie rozłożonymi opadami rocznymi (Dfb w klasyfikacji klimatów Köppena).
|                            | Sty  | Lut  | Mar  | Kwi  | Maj  | Cze  | Lip  | Sie  | Wrz  | Paź  | Lis  | Gru  |
| -------------------------- | ---- | ---- | ---- | ---- | ---- | ---- | ---- | ---- | ---- | ---- | ---- | ---- |
| Najwyższe temperatury (°C) | -4   | -2,9 | 3,1  | 13,1 | 19,5 | 22,8 | 25,4 | 24,8 | 18,4 | 10,7 | 3,4  | -1,1 |
| Najniższe temperatury (°C) | -8,6 | -8,7 | -4,7 | 2,8  | 9,1  | 13,1 | 15,9 | 15   | 9,8  | 4    | -1,1 | -5,3 |
| Opady (mm)                 | 50   | 44   | 48   | 49   | 62   | 69   | 73   | 53   | 57   | 57   | 46   | 50   |
| Ilość dni z opadami        | 8    | 8    | 8    | 7    | 8    | 8    | 9    | 6    | 6    | 7    | 7    | 9    |

## Demografia
W 2010 r. wieś zamieszkiwały 332 osoby.